# Ordschonikidse (Feodossija)
Ordschonikidse (ukrainisch Орджонікідзе – ukrainisch offiziell seit dem 12. Mai 2016 Kajhador Кайгадор; russisch Орджоникидзе; krimtatarisch Kaygador) ist eine Siedlung städtischen Typs mit etwa 2700 Einwohnern zwischen Feodossija und Koktebel an der Südostküste der Krim in der Ukraine. Es liegt am Nordende der felsigen, bis zu 174 m aus dem Meer ragenden Halbinsel Kyik-Atlama (Киік-Атлама) zwischen der Dwojakirna-Bucht (Двоякірна бухта) im Nordosten und dem Golf von Koktebel im Südwesten. Administrativ gehört der Ort zum Stadtkreis Feodossija.  Erst seit 1937 trägt der Ort seinen heutigen Namen; er hieß vorher Prowalnoje (russisch: Провальное), Dwujakirnyj (russisch Двуякорный) und ab 1914 Bubnowka (Бубновка).

## Geschichte

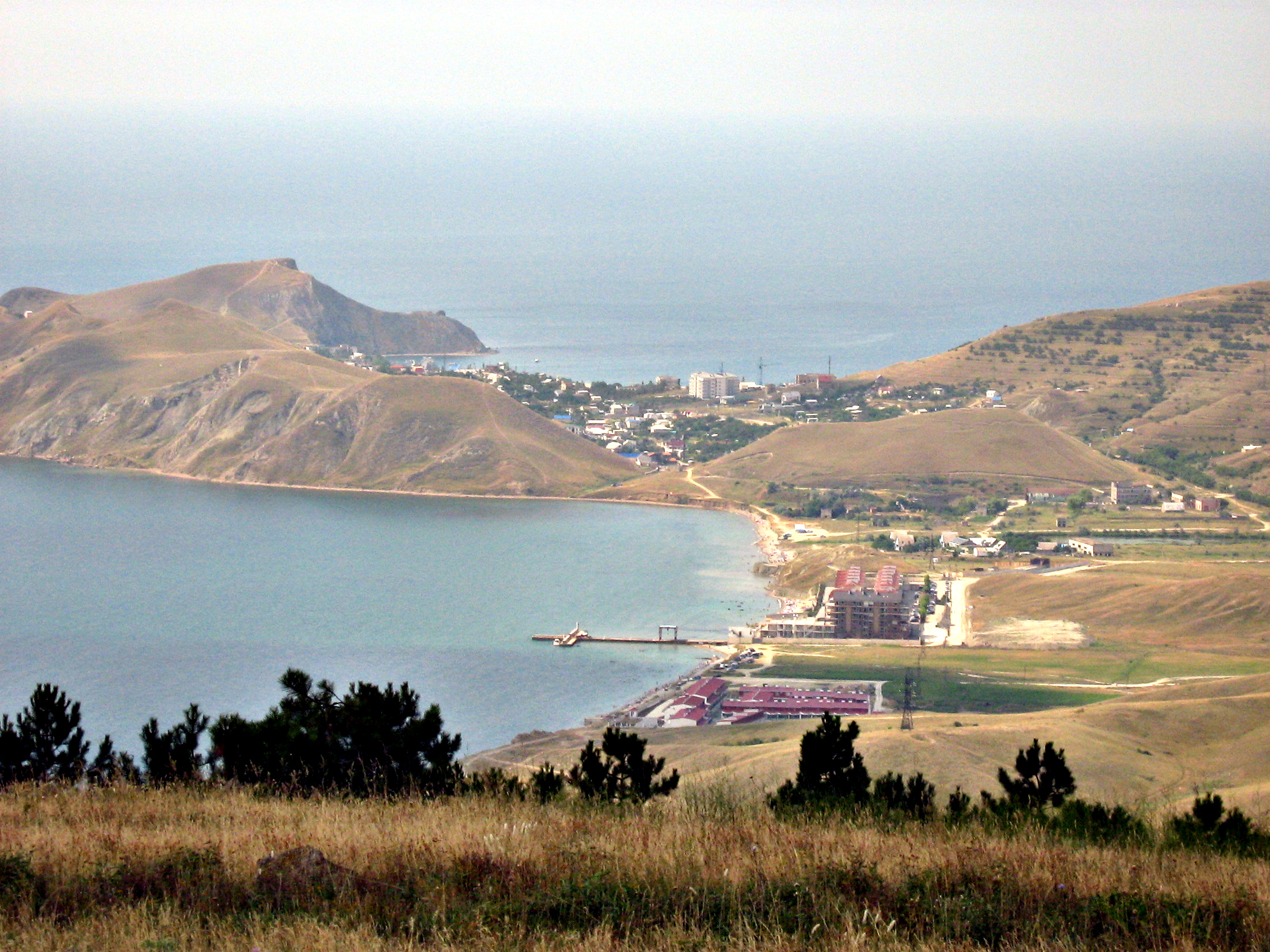
Blick von Norden auf den Ort

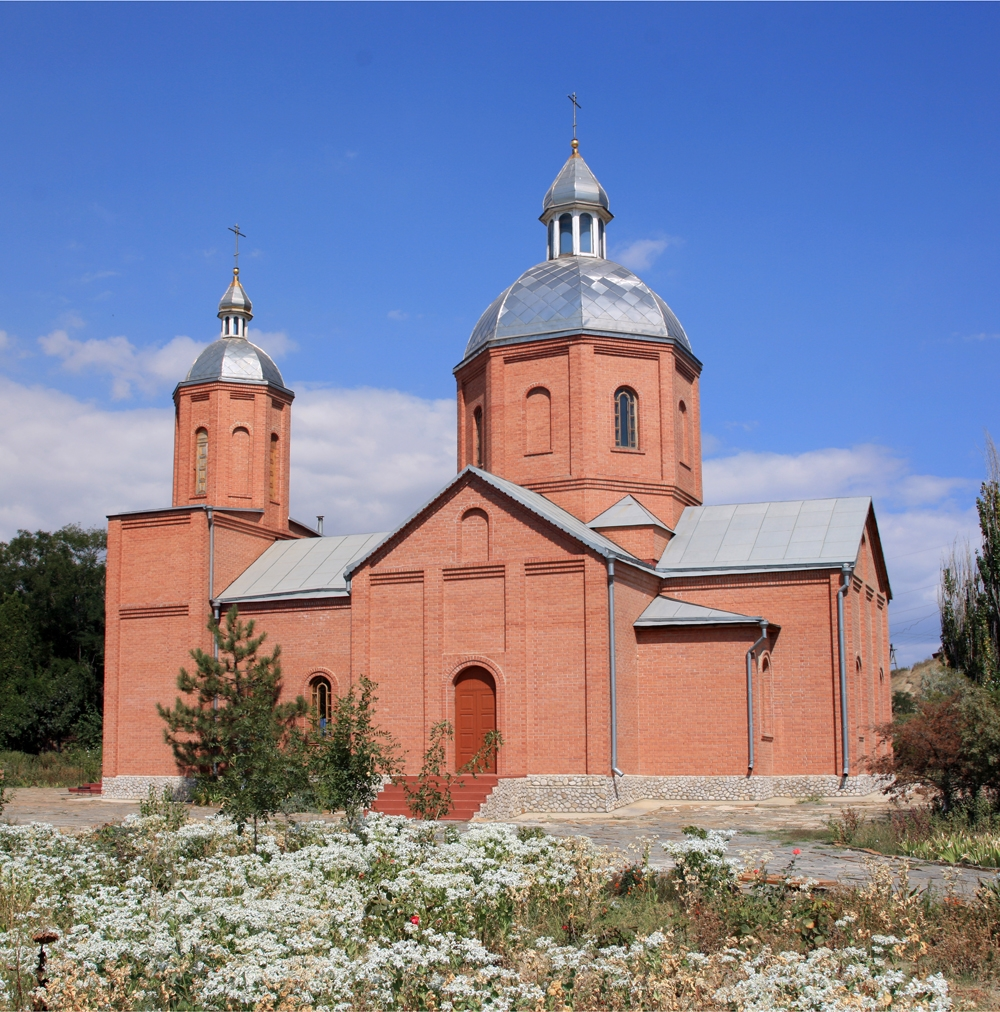
Kirche St. Stefan in Ordschonikidse

Die erste bekannte Besiedlung des Orts war ein gegen Ende des 11. Jahrhunderts errichtetes armenisches Kloster mit einer Burg namens Kaygador. Im Mittelalter befand sich ein genuesischer Hafen namens Provato an der Stelle. Im Jahre 1911 begann Russland dort eine Fabrik für Torpedos zu errichten. Vizeadmiral Michail Wladimirowitsch Bubnow (Михаил Владимирович Бубнов, 1859 – nach 1917), der den Bau leitete, erhielt 1914 von Zar Nikolaus II. das umliegende Gebiet zum Geschenk, baute sich ein Herrenhaus (an der Stelle der heutigen Tauchbasis) und nannte den Ort Bubnowka. Im Jahr 1937 wurde die Straße nach Koktebel gebaut und der Ort in Ordschonikidse umbenannt, nach dem kurz zuvor in Moskau unter ungeklärten Umständen verstorbenen sowjetischen Politiker Grigori Ordschonikidse.
Im Zweiten Weltkrieg war der Ort von 1941 bis 1944 von deutschen Truppen besetzt. Die sowjetische Torpedofabrikation war zuvor an das Kaspische Meer evakuiert worden. Nach Kriegsende wurde das Torpedowerk Hidroprybor erheblich erweitert und ein Zweigwerk der Swerdlowsker 94. Fabrik Hidroaparat angesiedelt.  Für die Arbeiter wurden neue Wohnblocks gebaut.

## Gegenwart
Bis zur Unabhängigkeit der Ukraine im Jahre 1991 war der Ort wegen der dort befindlichen Waffenfabriken militärisches Sperrgebiet und Besuchern nicht zugänglich. Heute gibt es keinerlei industrielle Produktion mehr, und man bemüht sich, den Ort für den Bade- und Tauchtourismus zu entwickeln. Das Wasser des Schwarzen Meers ist hier sehr klar, und im Umkreis von Ordschonikidse gibt es eine Anzahl kleiner, teils sandiger, teils kiesiger Badestrände.

## Iwan Baba
Am äußersten Südostende der Halbinsel liegt die nur etwa 100 × 80 m große felsige Insel Iwan Baba, durch einen Spalt von etwa 10 m Breite vom Festland getrennt.
800 m westlich, am Nordufer der Halbinsel, befindet sich der kleine Hafen von Ordschonikidse, geschützt durch zwei 200 m lange Molen. Der Hafen war im Zweiten Weltkrieg zeitweise Stützpunkt, Iwan Baba genannt, deutscher Schnellboote und italienischer MAS-Motortorpedoboote.